# Karl Herbst
'Karl Herbst' est un cultivar de rosier hybride de thé obtenu en 1950 par le rosiériste allemand Wilhelm Kordes II,. C'est l'un des rosiers qui a lancé la mode des roses rouges après la guerre jusqu'à la fin des années 1960 dans les jardins d'Europe et l'un des plus plantés à cette époque.

## Description
Son buisson au feuillage vert clair s'élève de 70 cm à 90 cm. Ses fleurs (60 pétales) sont grosses et d'un rouge cramoisi très vif. Elles sont  parfumées. La floraison s'étale pendant toute la saison.
'Karl Herbst' nécessite une situation ensoleillée. Ses fleurs fastueuses en font toujours une valeur sûre des jardins.
Ce rosier a besoin d'avoir le pied protégé en hiver (zone de rusticité 7b). Il est issu d'un croisement 'Independence' x 'Madame Antoine Meilland' (Meilland 1935/39). Il a donné naissance entre autres à 'Maria Callas' (Meilland 1965).
Ce rosier rend hommage à un collaborateur de Wilhelm Kordes.